# Municipio de Sims (Indiana)
El municipio de Sims (en inglés: Sims Township) es un municipio ubicado en el condado de Grant en el estado estadounidense de Indiana. En el año 2010 tenía una población de 1779 habitantes y una densidad poblacional de 28,53 personas por km².

## Geografía
El municipio de Sims se encuentra ubicado en las coordenadas 40°31′21″N 85°49′32″O / 40.52250, -85.82556. Según la Oficina del Censo de los Estados Unidos, el municipio tiene una superficie total de 62.36 km², de la cual 62,36 km² corresponden a tierra firme y (0 %) 0 km² es agua.

## Demografía
Según el censo de 2010, había 1779 personas residiendo en el municipio de Sims. La densidad de población era de 28,53 hab./km². De los 1779 habitantes, el municipio de Sims estaba compuesto por el 97,41 % blancos, el 0,28 % eran afroamericanos, el 0,45 % eran amerindios, el 0,11 % eran asiáticos, el 0,51 % eran de otras razas y el 1,24 % eran de una mezcla de razas. Del total de la población el 1,52 % eran hispanos o latinos de cualquier raza.